# Bleptina proxima
Bleptina proxima là một loài bướm đêm trong họ Noctuidae.